# Produktivitetskommissionen
Produktivitetskommissionen blev nedsat af SRSF-regeringen i begyndelsen af 2012 og offentliggjorde sin afsluttende rapport 31. marts 2014. Baggrunden for oprettelsen var en lav produktivitetsudvikling i Danmark siden omkring 1995, både i forhold til tidligere år og i forhold til en række andre vestlige lande.
Efter kommissionens kommissorium skulle den kulegrave den danske produktivitetsudvikling og komme med konkrete anbefalinger, der kan styrke Danmarks produktivitet – både i dansk erhvervsliv og i den offentlige sektor – fremover.

## Sammensætning
Produktivitetskommissionen bestod af følgende medlemmer:
- Peter Birch Sørensen, professor, Københavns Universitet (formand)
- Carl-Johan Dalgaard, professor, Københavns Universitet
- Agnete Gersing, direktør, Konkurrence- og Forbrugerstyrelsen
- Hans Nikolaisen, kommunaldirektør, Randers Kommune
- Agnete Raaschou-Nielsen, tidl. adm. direktør og nu medlem af bestyrelsen i flere private virksomheder
- Philipp Schröder, professor, Aarhus Universitet
- Jan Rose Skaksen, direktør, Institut for Kommunernes og Regionernes Analyse og Forskning (KORA)
- Birgitte Sloth, prodekan, professor, Københavns Universitet
- Anders Sørensen, professor, Copenhagen Business School

## Arbejde
Produktivitetskommissionen offentliggjorde løbende sine analyser. I løbet af sin to-årige levetid udgav den seks større analyserapporter om forskellige aspekter, en række baggrundsrapporter og supplerende materiale og en samlet slutrapport "Det handler om velstand og velfærd", der samlede op på kommissionens anbefalinger af, hvordan Danmarks produktivitet kan styrkes.

### Emnerne for de seks analyserapporter
- Danmarks produktivitet - hvor er problemerne? (april 2013)

- Konkurrence, internationalisering og regulering (maj 2013)

- Styring, ledelse og motivation i den offentlige sektor (september 2013)

- Uddannelse og innovation (december 2013)

- Infrastruktur (januar 2014)

- Offentlig-privat samarbejde (februar 2014)

## Kommissionens anbefalinger
Kommissionens konklusioner og anbefalinger blev samlet i slutrapporten. I alt var der 123 konkrete anbefalinger.
Hovedoverskrifterne handlede om mere konkurrence, et styrket uddannelsessystem og mere effektivitet i den offentlige sektor. Blandt de mange specifikke forslag var:
- Styrk konkurrencelovgivningen på niveau med bedste praksis i EU
- Prioriter offentlige udgifter med blik for, hvordan de påvirker produktiviteten
- Omlæg skatter fra indkomst til skatter på fast ejendom (ejendomsværdiskat og grundskyld)
- Brug betaling til at reducere trængslen i trafikken, bl.a. via forsøg med roadpricing

- Indret de videregående uddannelser, så de i højere grad leverer uddannelser, der giver adgang til høj beskæftigelse og løn

- Styrk det faglige niveau i folkeskolen ved at ændre læreruddannelsen

- Et gennemgribende eftersyn af ungdomsuddannelserne

- Afbureaukratisering og forenkling i det offentlige

- Skab konkurrence om flere offentlige opgaver

- Liberaliser apotekerloven

- Togdrift på flere jernbanelinjer i udbud

- Grundigere samfundsøkonomiske analyser af infrastruktur

- Systematisk måling og offentliggørelse af uddannelsesinstitutioners resultater

- Et sagkyndigt udvalg skal foreslå en mere neutral beskatning af erhvervs- og kapitalindkomst

- Mere offentlig-privat samarbejde

- Opgør med konkurrenceklausuler